# Octan-2-ol
Le 2-octanol ou octan-2-ol (abréviation 2-OH) est un alcool gras biosourcé de formule brute C8H16O. Il s’agit d’un alcool secondaire chiral car sa structure renferme un carbone asymétrique.
Cet alcool en C8 est un liquide incolore, peu soluble dans l’eau mais soluble dans la majorité des solvants organiques.
Il peut être considéré comme une alternative biosourcée au 2-éthyl-1-hexanol et à ses dérivés dans de nombreuses applications.

## Production
Le 2-octanol est directement obtenu à partir de l’huile de ricin. Cette huile est composée d’acides gras à longues chaînes carbonées, pouvant être coupées en plus petites molécules. La coupure de l’acide ricinoléique, composant majoritaire de l’huile de ricin, conduit ainsi à la formation de 2-octanol et d’acide sébacique,.
Le ricin étant principalement cultivé en Inde et en Chine, la majorité du 2-octanol provient de ces deux pays.

## Utilisation
Ce produit peut être utilisé dans de très nombreuses applications, par exemple en tant que tel ou comme intermédiaire chimique dans divers secteurs industriels : arômes et parfums, peinture et revêtement, encre, adhésifs, cosmétique, lessive et détergence, lubrifiants et carburants, etc.
Utilisation en tant que tel dans les applications suivantes :
- arôme alimentaire[6],[10],[11],[12] ;
- solvant : résines (peintures et revêtements, adhésifs, encres, etc.), agrochimie, extraction minérale, etc.[13],[14],[15],[16] ;
- flottation minérale[17] ;
- agent anti-mousse : papier, pétrole, ciment, peinture et revêtements, etc.

Utilisation comme intermédiaire pour former de nombreux composés tels que :
- des esters émollients cosmétiques : palmitate, adipate, acrylate, maléate, stéarate, myristate, etc.[18] ;
- des plastifants : adipate, maléate ;
- des tensioactifs : éthoxylates, sulfates, éthers sulfates ;
- des pesticides : dinocap[19],[20] ;
- des lubrifiants : dialkyldithiophosphate de zinc (ZDDP) ;
- des parfums : octyl salicylate…